# Vincent van Gogh (por John Russell)
Vincent van Gogh es un retrato al óleo sobre lienzo de 1886 del artista australiano John Russell. Muestra al pintor holandés Vincent van Gogh, amigo de Russell después de conocerle en el atelier de Fernand Cormon en París, al cual ambos asistían. Pintado de manera realista y académica, ciertos detalles del retrato ya denotan las técnicas impresionistas con que Russell y Van Gogh empezaron a experimentar a mediados de los años 1880.
Es el más temprano de los tres retratos pintados de Van Gogh por sus contemporáneos, los otros dos son de Henri de Toulouse-Lautrec:  Retrato de Vincent van Gogh (1887) y Paul Gauguin con Van Gogh pintando girasoles (1888). Vincent parece haber estado particularmente apegado al retrato de Russell, que el australiano le regaló como muestra de su amistad. La pintura pasó de Van Gogh a su hermano Theo, después a su familia, y está ahora en la colección permanente del Museo Van Gogh en Ámsterdam.

## De fondo
Russell nació en una familia de ricos ingenieros en 1858 en Sídney, Nueva Gales del Sur. El negocio familiar, P.N. Russell & Co, era responsable de la mayor parte de la industria siderúrgica del siglo XIX. A pesar de que Russell tuvo un interés fuerte en el arte desde temprana edad, conocía las expectativas de sus padres y se entrenó en la década de 1870 para convertirse en ingeniero. La muerte de su padre en diciembre de 1879 le proporcionó una considerable herencia y le dio la libertad para viajar y ser un artista.  Fue a Londres en 1881 y se matriculó en la Slade School of Fine Art, asistiendo a clases esporádicamente varios meses, después regresó a Sídney en 1882 antes de visitar Europa al año siguiente con su amigo pintor australiano Tom Roberts. En 1885, Russell se mudó a París para estudiar con Fernand Cormon, cuya pequeña escuela de estudio totalmente francesa era considerada una elección inusual  para estudiantes internacionales en París, la mayoría de los cuales preferían asistir a la elitista Academia Julian. Según la experta en Russell Sarah Turnbull, su decisión de estudiar con Cormon es "reveladora– demuestra agallas y apertura cultural."
Durante su primer año con Cormon, Russell estudió junto a Henri de Toulouse-Lautrec y Émile Bernard. En 1886, se les unió el artista holandés Vincent van Gogh, que pronto desarrolló una reputación en la escuela por su naturaleza intensa y excéntrica. Mientras algunos de los alumnos franceses rehuían a Van Gogh, Russell "le tomó bajo su protección" y desarrolló una amistad con el holandés. Su estatus compartido de extranjeros no franceses en la escuela ayudó fortalecer su vínculo, y eran también mayores que el estudiante promedio, Van Gogh tenía 33 años en 1886 y Russell 28. Como tal, compartían una lealtad a la generación anterior de artistas, especialmente el pintor francés de campesinos, Jean-François Millet, una creencia común en "el individuo y sus poderes de expresión, y un instintivo desprendimiento hacia la vida de la metrópoli". Van Gogh, en una carta a su hermano Theo, escribió admirablemente de Russell como "un compatriota de corazón" con "mucha gravedad y fuerza" y "una cierta dulzura de campos lejanos". Considerado por los parisinos como un "australiano salvaje" arquetípico, Russell tenía una "independencia de espíritu" que, Joanna Mendelssohn especula, ayudó a formar la amistad con Van Gogh. En noviembre de 1886, Van Gogh aceptó sentarse para un retrato de Russell.

## Descripción

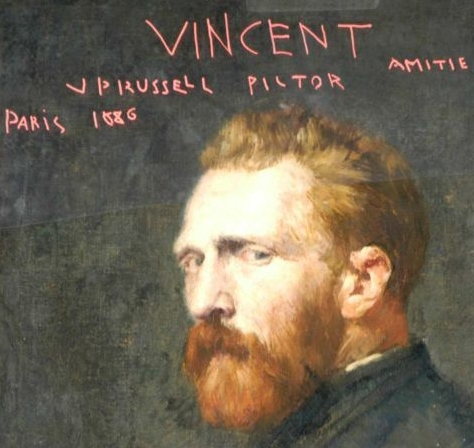
Un análisis científico del retrato de Russell descubrió la inscripción original encima de la cabeza de Van Gogh. Se lee en francés, "Vincent, en amistad".

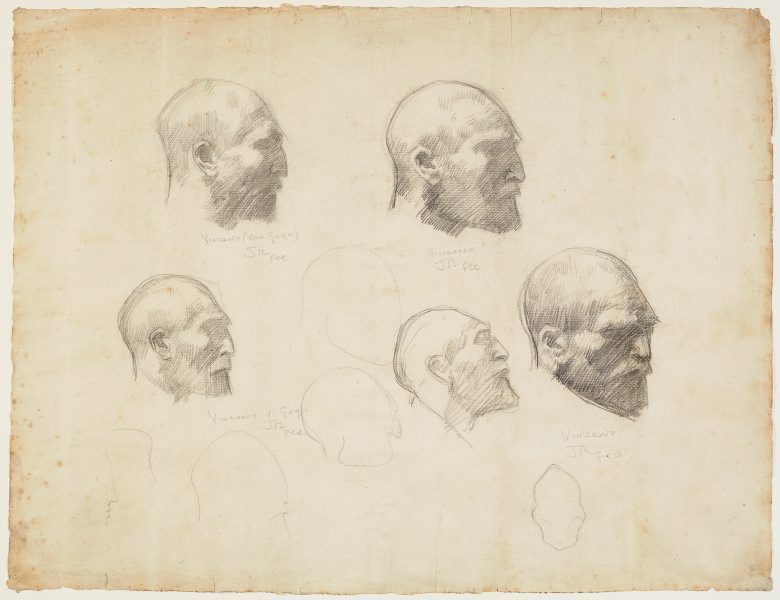
Russell dibujó estos cinco estudios de Van Gogh un año después de pintado su retrato. (Galería de Arte de Nueva Gales del Sur, Sídney).

El retrato muestra a Van Gogh sobre un fondo oscuro y neutro. En su mano, sujeta un pincel, "emblema" del oficio del retratado. Russell escogió una vista de tres cuartos con la cabeza girando para dirigir la mirada por encima del hombro al espectador, añadiendo una "obra nueva" a sus primeros formatos. La mirada de Van Gogh "algo abatida y esquiva" introduce a Russell en la captación psicológica del modelo.
El realismo de la pintura está claramente influido por la fotografía, a pesar de que la mano y el rostro muestran toques impresionistas, presagiando la futura dirección del arte de Russell y Van Gogh. El uso de Russell de marrones, rojos y tonos beige mantienen la tradicional paleta académica, pero la luminosidad en cara y mano, mientras el hombro permanece en sombra, lo transforma en un elemento estético inusualmente fuerte. Según Ann Gallaby y Robyn Sloggett, "Esta clase de iluminación, combinada con el efecto deliberado de pinceladas rápidas, sugiere que el retrato debe ser visto como un estudio de intensidad creativa – tanto de parte del artista como del retratado."
Vincent van Gogh es un retrato notable por su "luz rembrandtesca", aunque los especialistas han señalado que la pintura ha oscurecido con el tiempo. El artista escocés Archibald Standish Hartrick, que vio la obra por primera vez en el estudio de Russell, remarcó que la pintura no era tan oscura originalmente, y recordaba que el holandés vestía un traje azul a rayas. De hecho, el análisis de la pintura reveló aún algunas rayas azules tenues en su borde inferior derecho. Otro análisis detallado también descubrió que Russell escribió en la pintura como es común en sus retratos que datan de sus años iniciales en París. La inscripción, localizada encima de la cabeza de Van Gogh y escrita en color rojo, lee pictor («pintor» en latín) y amitié («amistad» en francés).

## Procedencia
Van Gogh estaba encantado con la pintura, y la tenía en tan alta estima que Russell se la dio como muestra de amistad. Característicamente, Van Gogh insistió en un intercambio más que en un regalo, y le ofreció a Russell elegir algunos de sus trabajos. Russell escogió un dibujo de 1882 titulado Desgastado (la base de la pintura de 1890 de Van Gogh En la puerta de la eternidad), y el bodegón de 1886 Tres Pares de Zapatos. Según la experta Cathy Peake de The Australian, las elecciones de Russell muestran "cómo profunda e instintivamente entendía el arte y ambiciones de su amigo." Van Gogh envió el retrato a su hermano Theo, y años más tarde le recordó en una carta que "cuides bien mi retrato por Russell, el cual significa mucho para mí." Después de la muerte de Theo en diciembre de 1891, la pintura pasó a su viuda, Johanna van Gogh-Bonger, y después a su hijo, William Vincent van Gogh. El retrato es ahora un préstamo permanente del Museo Van Gogh de Ámsterdam.

## Recepción y legado
El retrato de Russell es único entre los que representan a Van Gogh por ser el único hecho por sus contemporáneos en que hace contacto visual directo con el espectador. Notando la mirada aguda de Van Gogh, la crítica del arte Laura Cumming dijo que el retrato de Russell proporciona un "encuentro íntimo e intenso" con el artista.
En su autobiografía de 1939, Hartrick llamó al retrato "una semejanza admirable, más que cualquiera de él [Van Gogh] o Gauguin", y dijo que capturó una de las peculiaridades del holandés:

Tenía un truco extraordinario al pronunciar frases en una mezcla de holandés, inglés y francés, luego te miraba por encima del hombro y siseaba entre dientes mientras terminaba la serie. De hecho, cuando estaba emocionado, parecía más que un poco enojado: y esa mirada que Russell ha captado perfectamente.

 También en la década de 1930, Hartrick creó un boceto a tinta y acuarela de Van Gogh que probablemente se basó en el retrato de Russell. Hoy, los especialistas están de acuerdo en que el retrato de Russell ofrece la imagen más realista de Van Gogh.
En 2012, Brigitte Banziger y David Hulme argumentaron que, mientras pinturas como Cizallamiento de los carneros (1890) de Tom Roberts o la obra de Frederick McCubbin Abajo a su suerte (1889) son a menudo descritas como "la más famosa pintura de Australia", Vincent van Gogh de Russell puede ser más merecedora del título debido a su reputación global.